# سيمون هيلتون
سيمون هيلتون (بالإنجليزية: Simon Hilton)‏ هو مخرج بريطاني، ولد في 1967 في بورنموث في المملكة المتحدة.

## وصلات خارجية
- سيمون هيلتون على موقع IMDb (الإنجليزية)
- سيمون هيلتون على موقع ألو سيني (الفرنسية)
- سيمون هيلتون على موقع قاعدة بيانات الفيلم (الإنجليزية)
- سيمون هيلتون على موقع كينوبويسك (الروسية)